# Lennacker. Das Buch einer Heimkehr

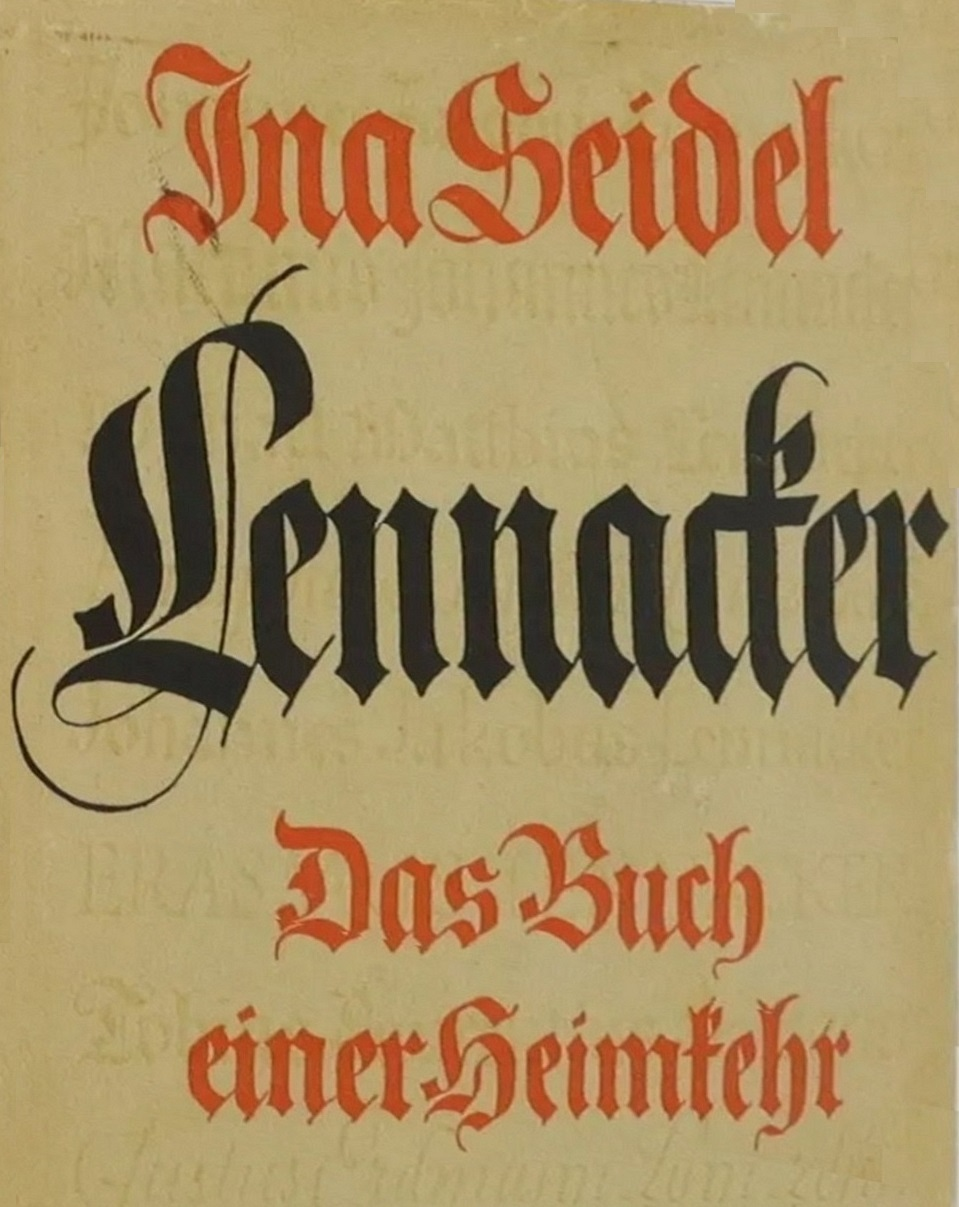
Lennacker, Einband (frühe Ausgabe)

Lennacker. Das Buch einer Heimkehr ist ein Roman von Ina Seidel, den sie 1938 veröffentlichte. In zwölf novellenartigen biografischen Schlüsselszenen und einer Rahmenhandlung entfaltet das Buch eine Geschichte des deutschen lutherischen Protestantismus von der Reformation bis zum Ersten Weltkrieg. Zwölfmal wird in persönlichen Lebenskrisen der Hauptfiguren – alle lutherische Pfarrer und jeder der Vater des nächsten – eine zeitspezifische Krise der evangelischen Kirche erfahren und bewältigt, sodass familiäre und geistlich-berufliche Kontinuität entsteht. Den Bruch dieser Kontinuität bringt der alles erschütternde Weltkrieg, jenseits dessen nur eine vage religiös-kirchliche Hoffnungsperspektive aufscheint. Das verkörpert die Hauptfigur der Rahmenhandlung, der „dreizehnte“ Lennacker, der von seinen väterlichen Vorfahren erst als heimgekehrter Soldat erfährt, ihre Krisen in zwölf Träumen durchlebt und so im doppelten Sinn „heimkehrt“.

## Gliederung und Themen
- Weihnachten
Hansjakob Lennacker, geboren 1896, Oberleutnant im Krieg und jetzt Medizinstudent, kommt am Weihnachtsabend 1918 als Gast in das evangelische Damenstift, das seine Tante Ulrike Lennacker als Domina leitet. Im Gespräch mit ihr und in den Fieberträumen der folgenden zwölf „Raunächte“ begegnet er seiner Familiengeschichte.
- Zwölf Nächte
  - Die erste Nacht und von zwölfen der erste Mann: Johannes Jakobus Lennacker (1500–1562)
   Reformation, Bauernkrieg, Entstehung des evangelischen Pfarrhauses
  - Die zweite Nacht und von zwölfen der zweite Mann: Martinus Johannes Lennacker (1530–1581)
   Wirtschaftliche Not der Pastorenfamilie und Konsolidierung
  - Die dritte Nacht und von zwölfen der dritte Mann: Michael Matthias Lennacker (1561–?)
   Verfolgung der „Kryptocalvinisten“ in Kursachsen
  - Die vierte Nacht und von zwölfen der vierte Mann: Philippus Sebastian Lennacker (1591–1637)
   Dreißigjähriger Krieg
  - Die fünfte Nacht und von zwölfen der fünfte Mann: Johannes Jakobus Lennacker (1628–1696)
   Hexenverfolgung
  - Die sechste Nacht und von zwölfen der sechste Mann: Erasmus Lennacker (1665–1732)
   Lutherische Orthodoxie und Pietismus
  - Die siebente Nacht und von zwölfen der siebente Mann: Tobias Laurentius Lennacker (1699–1745)
   Luthertum und katholischer Hof im barocken Dresden
  - Die achte Nacht und von zwölfen der achte Mann: Justus Erdmann Lennacker (1720–1800)
   Aufgeklärte, teleologische Frömmigkeit; Familientrubel
  - Die neunte Nacht und von zwölfen der neunte Mann: Reinhard Christian Lennacker (1769–1850)
   Franzosenzeit
  - Die zehnte Nacht und von zwölfen der zehnte Mann: Wilhelm Traugott Lennacker (1811–1884)
   Soziale Frage; Diakonissengemeinschaft
  - Die elfte Nacht und von zwölfen der elfte Mann: Johann Friedrich Lennacker (1836–1911)
   Vater-Sohn-Konflikt: „Positive“ Richtung gegen theologisch liberalen religiösen Sozialismus
  - Die zwölfte Nacht und von zwölfen der zwölfte Mann: Hans Joachim Lennacker (1870–1898)
   Rechtfertigungsbrief des „letzten Lennacker“
- Jahresanfang
Dem genesenen Hansjakob Lennacker begegnet in der Gestalt des Superintendenten Riemschneider ein für ihn „großartiger“ Kirchenmann. Er kehrt aus dem Damenstift in seinen Alltag zurück.